# Allende puyehuensis
Allende puyehuensis là một loài nhện trong họ Tetragnathidae.
Loài này thuộc chi Allende. Allende puyehuensis được miêu tả năm 2007 bởi Álvarez-Padilla.